# مطبخ يمني

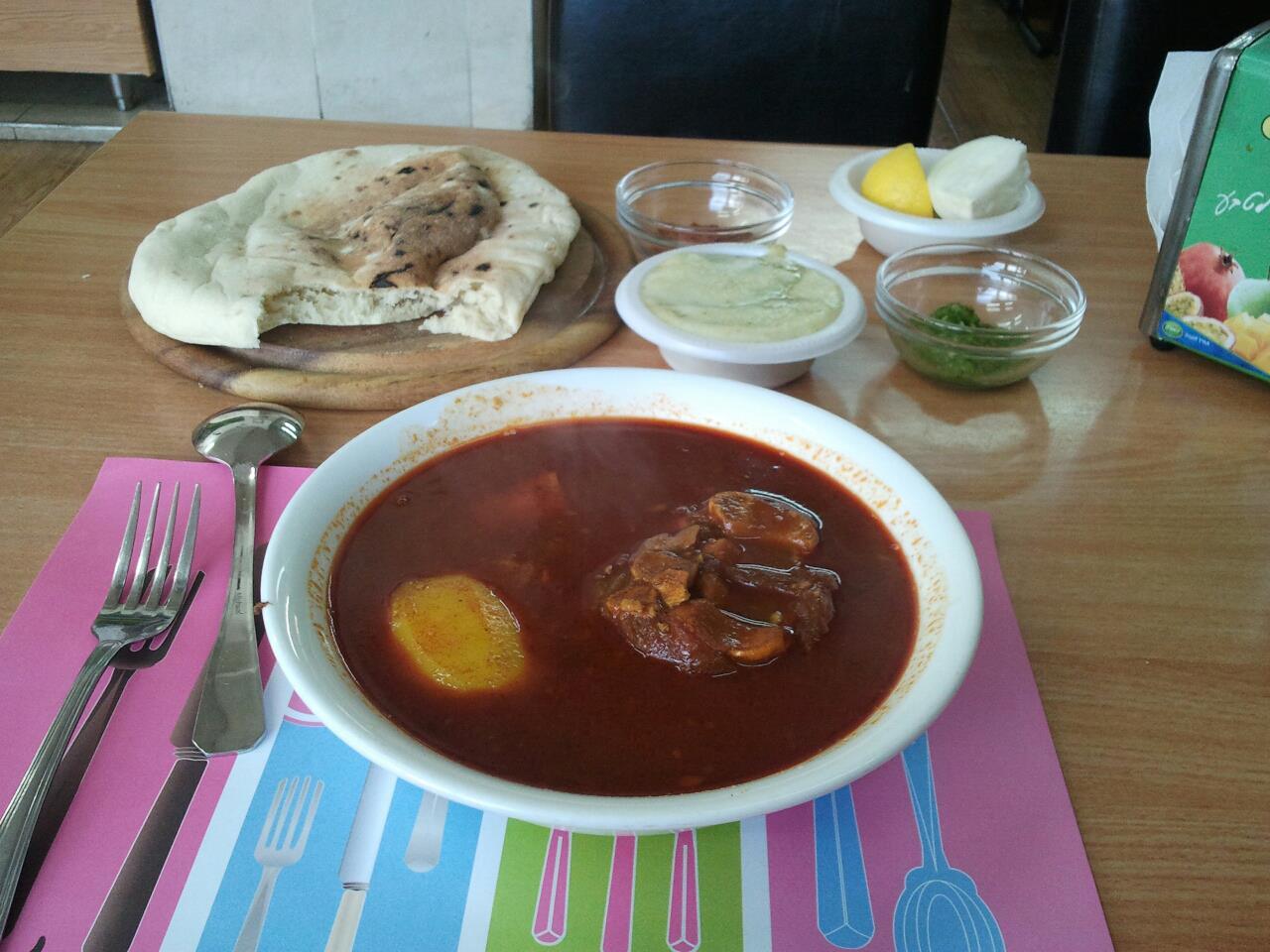
حساء لحم بقر من اليمن.

المطبخ اليمني غنيٌ بالعديد من المأكولات المتنوعة بامتداد جغرافيته. أشهرها المندي، والمظبي، والمضغوط، واللحم، والهَرِيس، وعَصِيد التمر، واللحم المخمود، والمدفون، والزربيان، والسمك الفرش، والمطفاية. وشمالاً الحنيذ، الشفوت، والسلتة، والجلمة، والفَحْسَة، والرقش، والهَرِيس، والعَصِيد، والسوسي، والمدفون الوُزِف، والمقلقل، والكاتليس، والقِلابَة بالفخار، والسحاوق، وعدد من الحلويات كذلك مثل بنت الصحن، الشعوبية، الخَمِير، والمَعْصُوب، والعريكة، والمرسة، والمُطَبَّق، والحَنِيذ، والرواني، والكبانة، والمطفاية، والزربيان، ومشروبات مثل الشاي العدني، والحَقِين، والقشر (قهوة عربية).
تُؤكل لحوم الدجاج والضأن بصورةٍ أكبر من اللحم البقري بسبب غلاء ثمنه. كما يُؤكل السمك خصوصاً في المناطق الساحلية.
يعد الجبن، والزبدة، ومنتجات الألبان الأخرى أقل انتشاراً في النظام الغذائي في اليمن، ولكن الحليب الرائب (الحقين) محببٌ ويستهلك بصورةٍ شبه يوميةٍ خاصةً في القرى، حيث يكون متاحاً بصورةٍ كبيرةٍ. أكثر الدهون استخداماً هي الزيوت النباتية في أطباق الحلو والسمن في صناعة العجائن.

## الوجبات

### العصيد
العصيد أكلة شعبية في اليمن سهلة التحضير، تتكون من قسمين رئيسيين: الأول العصيد ذاته، والآخر الخلطة المنكّهة. فأما العصيد فهو دقيقٌ أبيضٌ يُخلط بالماء بقدرٍ معينٍ حيث يكوّن شكلاً متماسكًا رطبًا. وأما الخلطة فتوضع حوله أو بداخله وتختلف من منطقةٍ لأخرى، فبعضها يكون من الزبادي المفلفل، ومناطق أخرى تضع خلطةً تحتوي على السمك الصغير المسمى (وَزِفًا) أو تضع عسلاً، وأنواع أخرى كثيرة.

### المندي

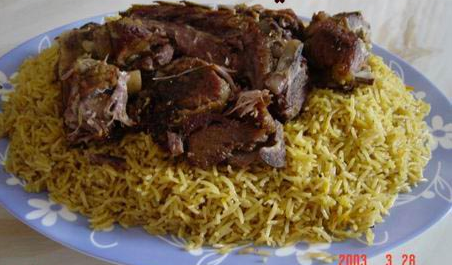
طبق المندي

المندي طبقٌ تقليديٌ حضرمي اشتهر به أهل مدينة حضرموت (بين اليمن وعُمان)، وهو منتشرٌ في أنحاء الجزيرة العربية وأقطار عربية مختلفة مثل الأردن، ومصر، وسورية، وفلسطين، ودول الخليج عامةً. المندي عبارةٌ عن طبقٍ يتكون من الأرز واللحم أو الدجاج، يتم تتبيل اللحم أو الدجاج بالبهارات العربية، ويتم وضعه في أفرانٍ خاصةٍ به شبيهةٌ بالتنور، ويتم إنضاجه بحرارة الجمر الساخن مع الاستفادة من العصارة المتكوّنة من عملية الشواء في سلق الرز، ليضفي بذلك نوعًا من الطعم الفريد الممزوج بالدسم والغني بنكهة الشواء.

### الفَحْسَة

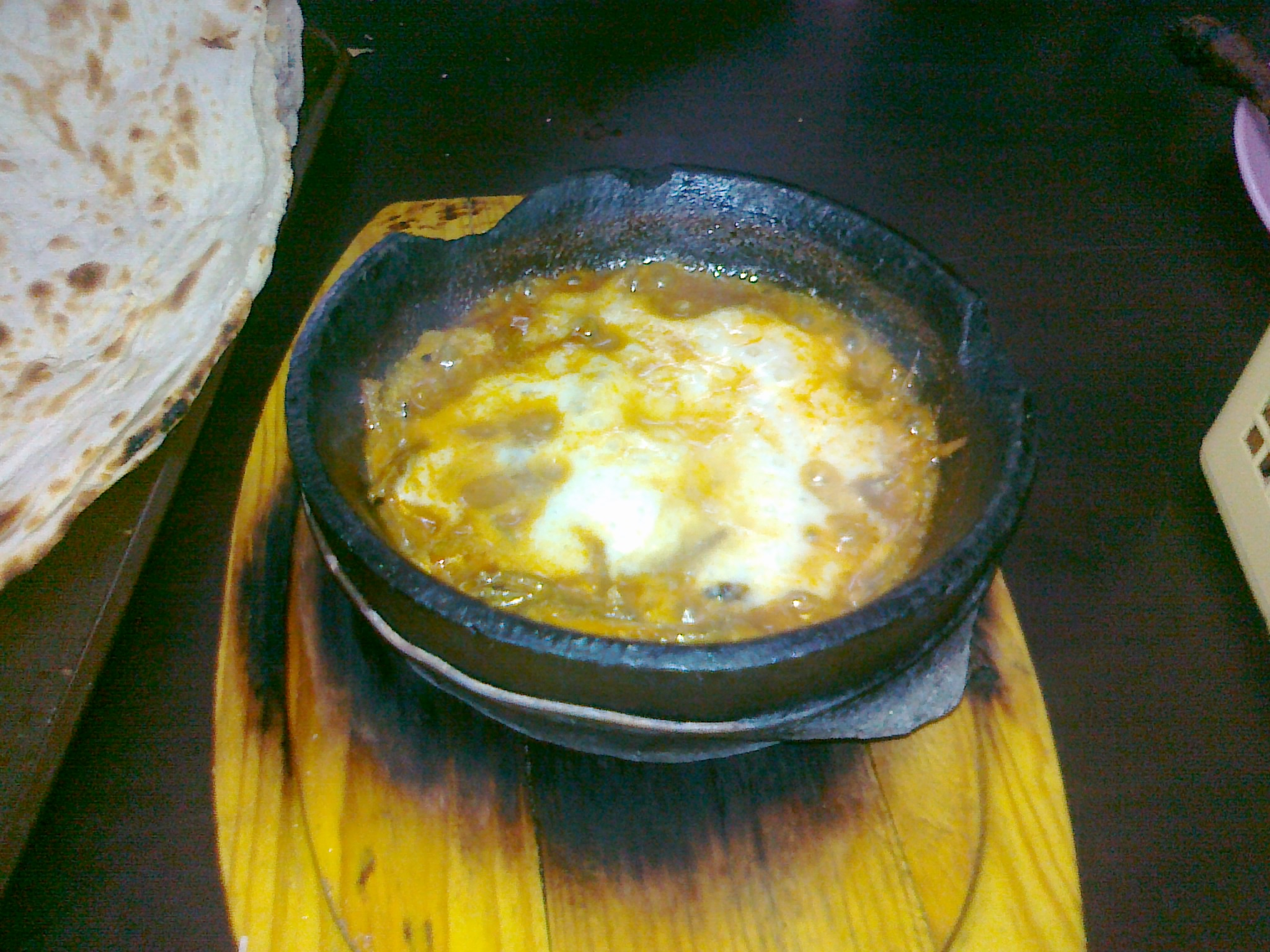
الفحسة أحد أشهر الأطباق اليمنية، وتطبخ في قدر حجري يسمى المدرة.

الفحسة وجبةٌ مشهورةٌ في الغداء في كثيرٍ من المدن اليمنية، وهي عبارةٌ عن حساء لحمٍ مطهوٍ على نارٍ حاميةٍ، يوضع فيه بعض الخضار المقطعة والبطاطس. تختلف الفحسة في مكوناتها الدقيقة من منطقةٍ لأخرى في اليمن، ولكن يبقى اللحم وطريقة الطهو نفسها.

### السَّلْتَة

السَّلْتَة

تعد السَّلْتَة بلا منازعٍ الأكلة القومية اليمنية الأولى. تعتمد في الأساس على المرق الذي قد يكون مرق لحمٍ، أو دجاجٍ، أو ضأنٍ، مع الحلبة المطحونة بالكزبرة أو الكرّاث. يمكن أن يضاف إليها صلصة السحاوق، أو إضافاتٍ أخرى مثل البطاطس، أو الأرز، أو البيض، وخضرواتٍ أخرى.
تُقدم ساخنةً، وتُؤكل بالخبز. وتعدّ السلتة من حيث مكوناتها وجبةً متكاملةً في حد ذاتها، حيث يمكن أن يُضاف إلى ما سبق قليلٌ من الأرز، أي نوعٍ من أنواعه، ويفضل البيشاور، وكذلك اللحم المفروم الطازج. كما أنها، أي السلتة، تُقدّم مع أطباقٍ من أصناف أخرى على وجبة الغداء.
كما يعد أيضاً المندي من أهم الأكلات وأجودها، ويتكون من لحمٍ يُطبخ بطريقة الشوي الحراري في حفرةٍ في جوف الأرض، ويقدم مع الأرز بطريقةٍ معينةٍ.

### الشَّفُوت

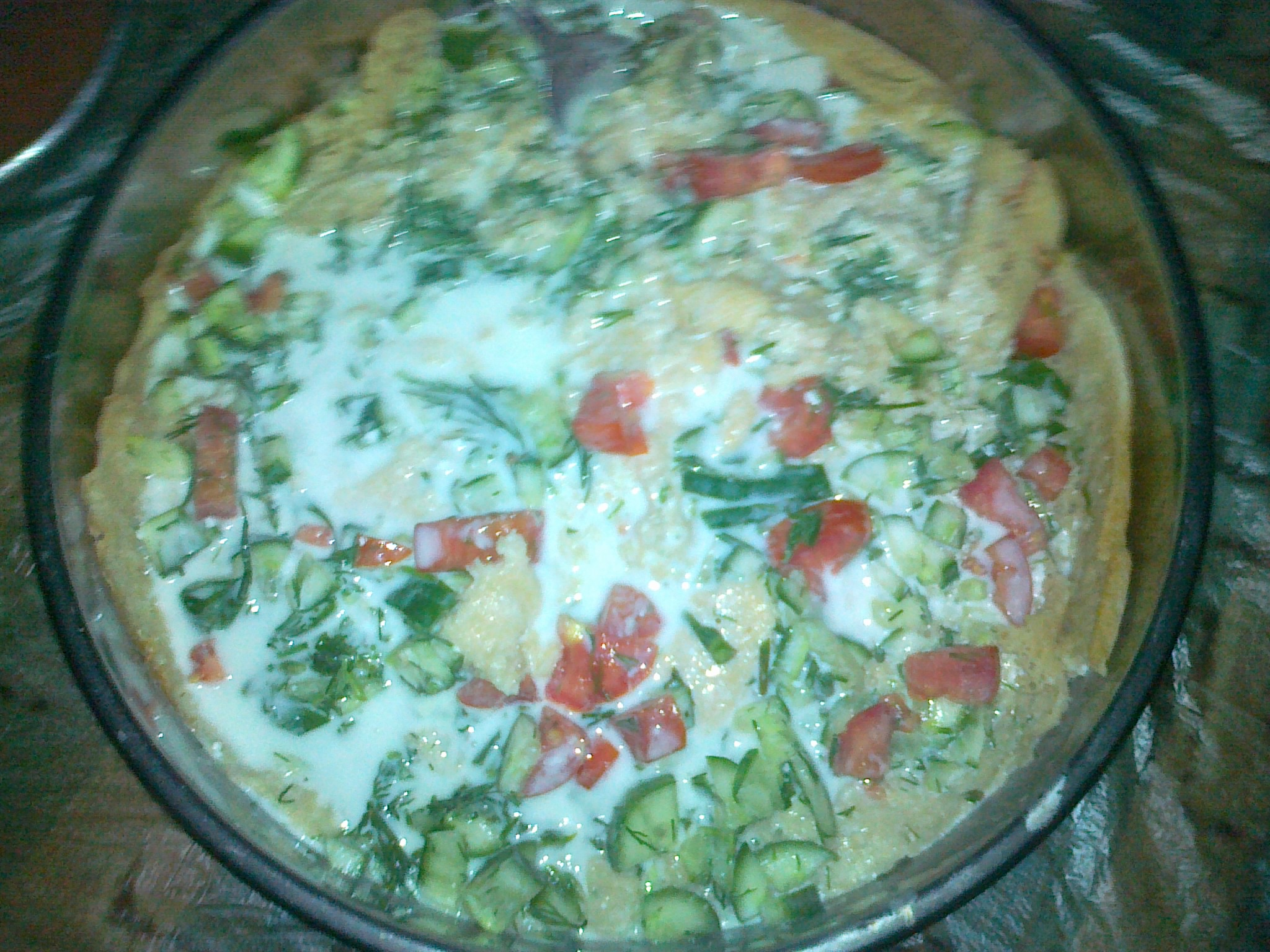
الشَّفُوت مع الخضار

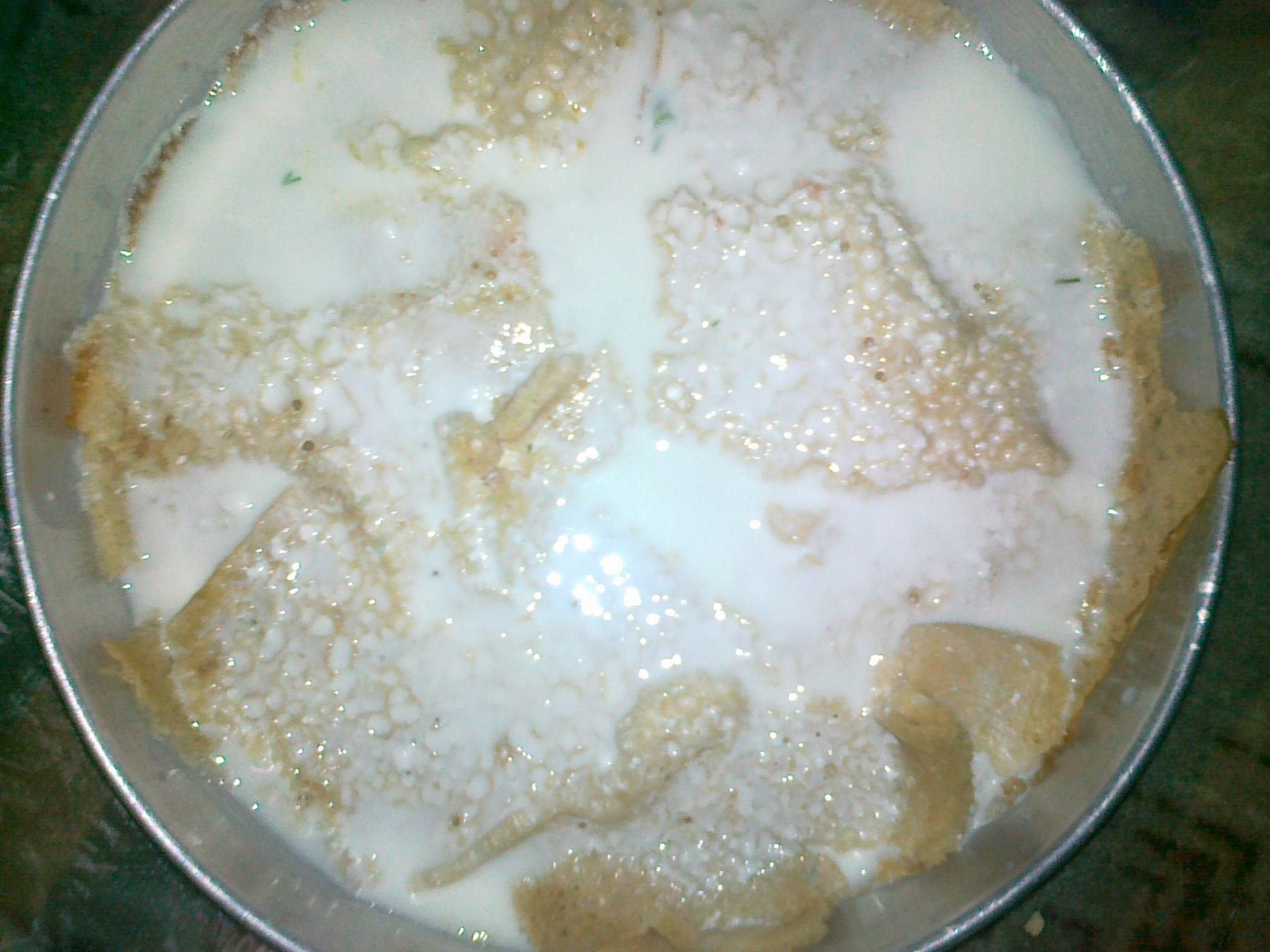
شَفُوت عادي

وهي وجبةٌ قوميةٌ تنفرد بها اليمن دون غيرها في تحضيرها وتناولها. وتتكون من الخبز الرقيق يسمى اللحوح، يُفرش في صحنٍ قد سبق فيه وضع قليلٍ من المكونات التي سوف نذكرها، ثم نضع على هذه القطعة من الخبز كميةً أخرى من المكونات التي هي اللبن، وتضاف إليه مقادير مناسبة من البهارات والتوابل، كالفلفل، والكزبرة، والكمون، والثوم، ويقطّع عليه الخيار، ويُطحن الكراث والطماطم عليه، وتوضَع الخبزة الواحدة، وتضاف إليها مقدار من هذه المكونات، وهكذا إلى أن يمتلئ الصحن بـ 10 - 12 قطعة خبز (اللحوح)، ثم يُغمّر الصحن كاملاً بهذه المكونات ويُزين بالسلطة، والخيار، والطماطم، والخس، والكزبرة الخضراء، ثم يبرد تبريداً خفيفاً لتنقع الخبز بالمكونات مع اللبن. ويقدم طبقاً شهياً مع باقي أطباق سفرة الغداء أو العشاء.

### الفَتُوت

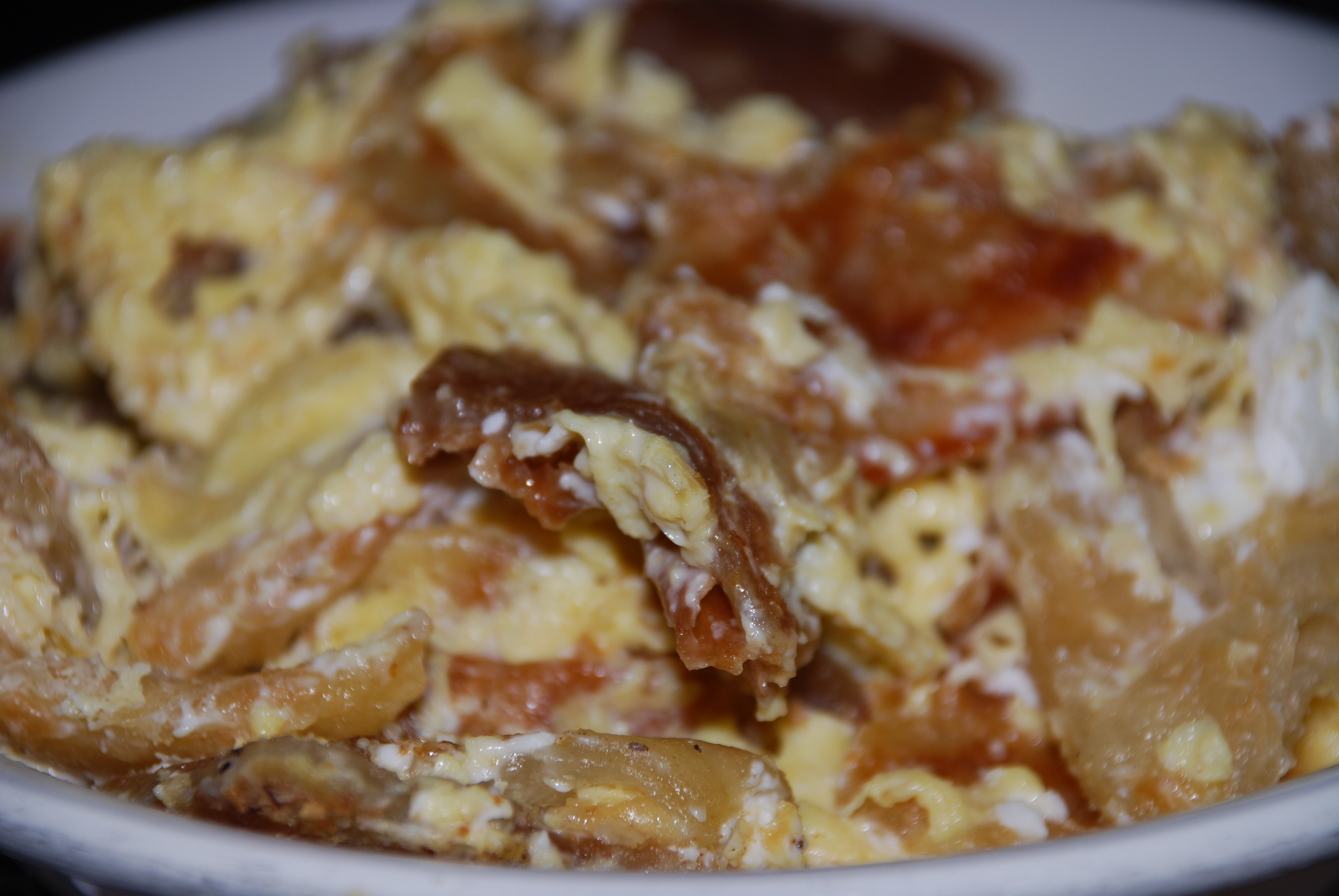
الفَتُوت

الفَتُوت أو الفَتَّة، طبقٌ عربيٌ يختلف إعداده في كل بلدٍ. طبق الفَتَّة اليمني عبارةٌ عن الخبز الأسمر أو الأبيض المحضّر في التنور أو في الفرن، ومقطّعٌ إلى قطعٍ صغيرةٍ جداً، ومضافٌ إليه مرقة الدجاج أو مرقة اللحم، مع السمن البلدي أو الزبدة، ويُؤكل ساخناً، وبعضهم يفضّل تناوله بالحليب الساخن مع الزبدة أو السمن، ويُؤكل كلاهما مع اللحم المسلوق أو الدجاج المسلوق الساخن، وأيضاً مع السَحاوِق. ويعتبر طبق الفَتَّة من الأطعمة الصحية والمفيدة جداً، وهو ما يُسَمَّى باللغة العربية بالثريد.

### اللحوح

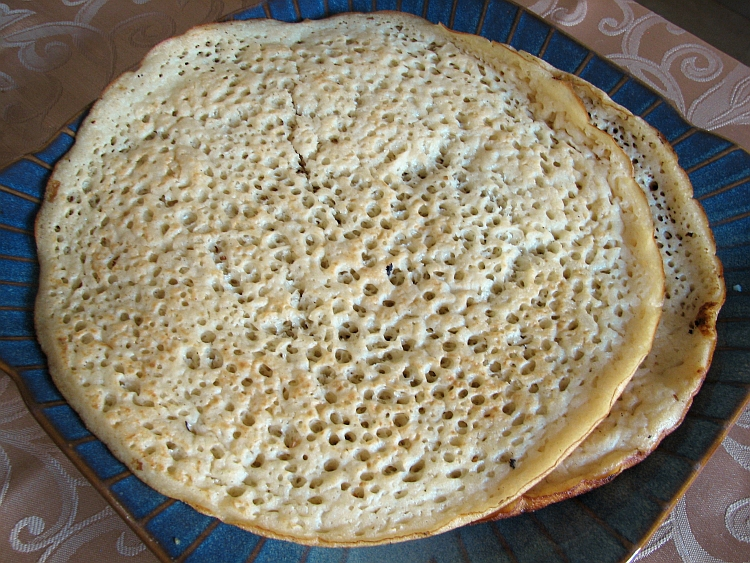
اللحوح

اللحوح عبارةٌ عن خبزٍ يمنيٍ خفيفٍ على المعدة وسهل الهضم وذو طعمٍ طيبٍ ومحببٍ جداً، ويُحضّر من خلال إذابة دقيقٍ أبيضٍ أو دقيق الذرة الشامية (الأصفر) مع نسبةٍ أكثر من الماء فيصير العجين رهيفاً (خفيف القوام)، ويُضاف إليه بعضٌ من النكهات، مثل القليل من البصل المهروس جيداً، وقليلٌ من الشمر المطحون جيداً، والملح، ويُخلط باليد، مع إضافة خميرةٍ، ويُترك ساعةً إلى ساعتين حسب حرارة الجو، فإذا كان الجو بارداً يُترك لفترةٍ زمنيةٍ أطول، لأن الجو الحار يسهم في تسريع مفعول التخمر، وبعد ذلك يتم تسخين الطنجرة التي يُخبز بها ويتم نثره كما يُنثر الماء، ويُترك دقيقةً، ثم يتم خبز الأخرى وهكذا.

### المَعْصُوب
المَعْصُوب عبارةٌ عن خبزٍ أسمرٍ محضّرٍ بالزيت، ويتم فرمه ناعماً مع الموز والقشطة بكميةٍ متناسبةٍ، ويُضاف إليه العسل حسب الرغبة، ويُؤكل بارداً وطازجاً، لأن التأخير في أكله يكسبه لونًا أسودًا، ويتغير طعمه بسبب الموز. وهو من الأطباق السكرية المذاق والدسمة جداً، ويجب توخي الحذر وعدم أكله لمرضى السكري، أو مرضى الكوليسترول، بسبب السكريات العالية فيه والدسم.

### بنت الصحن
تشبه البيتزا في احتوائها على طبقاتٍ من العجينة بشكلٍ دائريٍ، مضاف إليها السمن وحبة البركة، وتُطبخ في التنور (فرن الغاز) لحين احمرارها، ويُضاف إليها العسل.

## أكلات أخرى
الزحاوق، الشفوت، العصيد، المندي، المضبي، بنت الصحن.
- الزَّحاوِق (السَّحاوِق)

وهي من كلمة سحق، ويتكون من الطماطم المسحوق على شكل جريش، تضاف إليه التوابل بكمياتٍ مناسبةٍ من الفلفل الأخضر والأحمر، والثوم، والملح، ويضاف إليه أيضًا كميةً من الجبنة البيضاء الطازجة ليكون في نهايته، أي السَّحاوِق، معجونًا يُتناول مع الخبز، أو يُضاف على الأرز أثناء تناوله.

## أنواع الخبز
يُصنع الخبز في المنزل في فرن يسمى التّنور. من ضمن المخبوزات، الخَمِير، والكُدَم، واللحوح، والمُطَبَّق، والبراوطه (وهي كلمة أصلها هندي وتستدخم في الساحل الشرقي لليمن).

## صور لأكلات

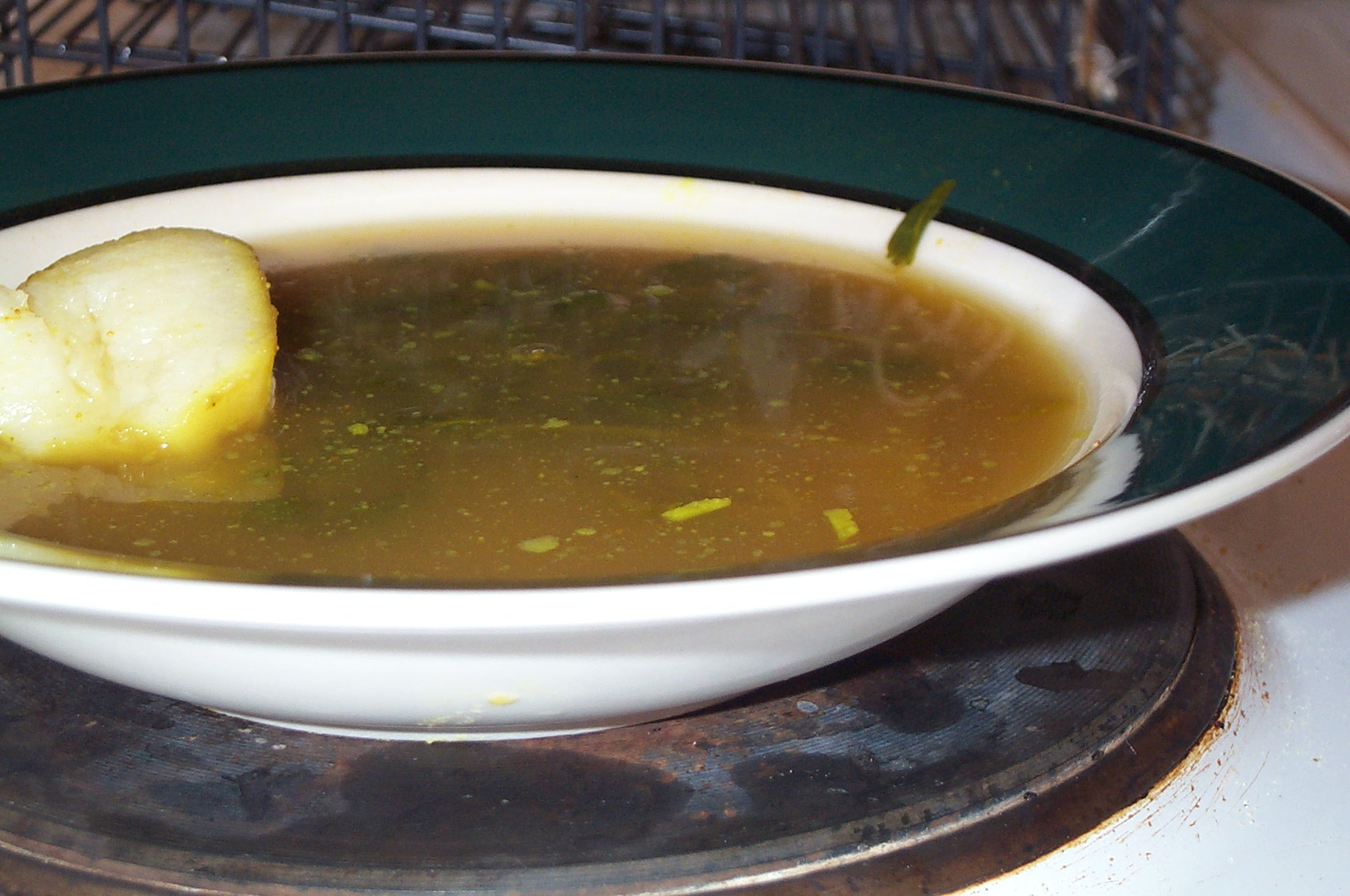
شوربة الخضار اليمنية

## المشروبات
- شاي حليب.
- شاي أحمر.
- الشاي الأسود.
- القشر.
- القهوة.
- كركديه.
- نقع الزبيب.

## الانتشار
أزدادت عدد المطاعم اليمنية بشكلٍ كبيرٍ في مختلف الأقطار العربية والغربية، وذلك بسبب الإقبال الشديد على المأكولات اليمنية. يقول عددٌ من المصريين: إن أول مطعمٍ يمنيٍ يُفتح في مصر هو المطعم الحضرمي، ويختص بالمندي والمضبي والحنيذ والزربيان، وكان الإقبال عليه بشكلٍ كثيفٍ، ما حدا بالآخرين من [[اليمنيين]] للاستثمار في هذا الجانب، وإضافة عددٍ من المأكولات كالسلتة والفحسة وغيرها، وتعريف المصريين والأجانب بالمأكولات الشعبية؛ لذلك فإن هؤلاء يعدون بمثابة سفراء لليمن من حيث التعريف بالمأكولات التقليدية اليمنية، وحسن المعاملة والسلوك مع أولئك الذين تستهويهم مأكولات اليمن الشعبية.